# Narodna Republika Bugarska
Narodna Republika Bugarska je bio službeni naziv za bugarsku državu u vremenu od 1946. do 1990. kada je ona bila socijalistička država. U svom tom vremenu (od 1946. do 1990.) na vlasti je bila Bugarska komunistička partija. U sve vrijeme hladnog rata Bugarska je pripadala Varšavskom paktu.